# Dora Gerson (Schauspielerin)
Dora Gerson

Link zum Bild

Dorothea Gerson (* 23. März 1899 in Berlin; † 14. Februar 1943 im KZ Auschwitz) war eine deutsche Stummfilm-Schauspielerin und Kabarett-Sängerin.

## Leben
Als Tochter polnischer Eltern absolvierte Dorothea Gerson die Schauspielschule des Deutschen Theaters in Berlin von Max Reinhardt, wirkte 1920 in zwei Karl-May-Filmen mit (Auf den Trümmern des Paradieses, Die Todeskarawane) und hatte als Dora Gerson ihr erstes Schauspiel-Engagement an der Berliner Volksbühne.
1921 spielte Gerson am Thalia-Theater und anderen Berliner Schauspielhäusern, kehrte aber immer wieder an die Volksbühne zurück, an der sie u. a. neben Helene Weigel und Heinrich George als Galy Gays Frau in Bertolt Brechts Mann ist Mann zu sehen war.
Im Jahr 1922 heiratete Gerson den Schauspieler Veit Harlan, doch ging das Paar bald auseinander und die Ehe wurde 1924 geschieden.
In der Saison 1923/24 wurde Gerson als Mitglied der Holtorf-Tournee-Truppe genannt. Mitglieder dieser Truppe waren unter anderem Mathias Wieman, Gerald Brosig, Ernst Ginsberg, Veit Harlan, Maria Heil, Ruth Hellberg, Hans Holtorf, Gerda Joswig, Hans Heinrich Klatt, Margarete Kyper, Ruth Ledermann, Hans Mahlau, August Rabien, Oskar von Schab, Werner Siedhoff, Walter Ullmann, Anette de Vries, Heinrich Wortmann und Willy Wortmann.
Nach der Trennung von ihrem Mann spielte Dora Gerson an verschiedenen Theatern in Berlin, darunter die Piscator-Bühne. Daneben trat sie in zahlreichen Berliner Kabaretts als Chansonsängerin und Kabarettistin auf, unter anderem im Tingel-Tangel-Theater, im Kabarett Die Rakete, bei der Brücke und bei den Wespen, sie gastierte in den Niederlanden im Scheveninger Kurhaus-Cabaret, sang Chansons nach Texten von Kurt Tucholsky, Bertolt Brecht und Erich Kästner.
Zurück in Berlin, gehörte sie vom Winter 1931 bis zum März 1933 zum Ensemble von Werner Fincks politisch-literarischem Kabarett Die Katakombe.
Bereits im August 1932 war Gerson wegen ihrer jüdischen Herkunft von der nationalsozialistischen Presse angepöbelt worden. Ab 1933 wurde Dora Gerson nicht mehr im Ton-Film-Führer gelistet. Ihr blieb nur die Möglichkeit, bei Veranstaltungen des Jüdischen Kulturbunds aufzutreten. So schloss sie sich dem deutschen Exilkabarett Ping-Pong in den Niederlanden an, wurde zum Ensemblemitglied der Rudolf-Nelson-Truppe und ging 1934 mit dem Ping-Pong auf Gastspielreisen durch die Schweiz. In Zürich trat sie im Kabarett Cornichon auf, trug zeitkritische Texte vor, die auf die politische Entwicklung in Deutschland anspielten, sang Chansons und stimmte ein in das „Große Oratorium für Zufriedene“ und in den Chor „Wir sind gegen jeden, der Kriegskarten mischt. Giftgas ist Giftgas“.
Als die Schweizer Behörden ihre Aufenthaltserlaubnis nicht verlängerten, kehrte Dora Gerson in die Niederlande zurück und im April 1935 wieder nach Berlin. Infolge der Nürnberger Rassegesetze hatte sie ab 1935 Berufsverbot. In Berlin nahm sie für die Plattenfirma Lukraphon des Kulturbund Deutscher Juden im Keller einer Synagoge fünf Schallplattentitel auf, darunter die Lieder „Vorbei“, „Backbord und Steuerbord – Die Welt ist klein geworden“ und jiddisch gesungene Niggunim.
1936 floh Dora Gerson in die Niederlande und lebte dort nach dem Einmarsch der Wehrmacht möglichst unauffällig, schloss sich kleinen Kabarett-Ensembles an und brachte ihre Lieder in Lichtspielhäusern zu Gehör, um dem Kinopublikum zwischen zwei Filmen die Pause zu verkürzen. In Amsterdam heiratete sie 1937 den holländischen Textilfabrikanten Max Sluizer. Aus der Ehe, durch die sie die niederländische Staatsangehörigkeit erhielt, gingen zwei Kinder hervor. 1938 synchronisierte sie in Amsterdam für die deutsche Kinoauswertung die böse Königin in Schneewittchen und die sieben Zwerge, dem ersten abendfüllenden Zeichentrickfilm von Walt Disney. Der Film wurde allerdings erst ab 1951 öffentlich in Deutschland gezeigt. Mehr und mehr zog sich Dora Gerson von der Bühne zurück, im Februar 1939 hatte sie ihren letzten Auftritt.
Mit dem Einmarsch der deutschen Wehrmacht in die Niederlande begann für Dora Gerson eine Zeit des Leidens. Auch in Amsterdam lebte man nun als Jüdin gefährlich. Ihr Ex-Ehemann Veit Harlan hatte sich in der Zwischenzeit mit den Nationalsozialisten arrangiert und Karriere als Regisseur gemacht. Als sein antisemitischer Hetzfilm Jud Süß in den niederländischen Kinos gezeigt wurde, trug das entscheidend dazu bei, auch in den Niederlanden den nazistischen Mob zu mobilisieren und eine Pogromstimmung aufkommen zu lassen. Ein hilfesuchender Bittbrief Dora Gersons an Harlan blieb unbeantwortet.
Im Jahr 1942 versuchte Gerson mit ihrer Familie in die Schweiz zu entkommen. Die Familie wurde auf der französischen Seite der Grenze von der Gendarmerie Vichy-Frankreichs entdeckt, in das Sammellager Drancy bei Paris verschleppt und von da aus in das Durchgangslager Westerbork eingeliefert, wo sie auch für ihre Mithäftlinge und die Wachmannschaften auftrat.
Im Februar 1943 wurde Gerson deportiert und am 14. Februar 1943 in Auschwitz, zusammen mit ihrem zweiten Ehemann und den beiden Kindern aus zweiter Ehe, ermordet.

## Filmografie
- 1920: Auf den Trümmern des Paradieses (nach Karl May, mit Bela Lugosi in einer Nebenrolle)
- 1920: Die Todeskarawane (nach Karl May)
- 1938: Schneewittchen und die sieben Zwerge von Walt Disney, deutsche Synchronisation der Königin oder der Königin als Hexe

## Theater
- 1922: Gerhart Hauptmann: Die Ratten (Selma) – Regie: Jürgen Fehling (Volksbühne Theater am Bülowplatz Berlin)
- 1923: Lew Tolstoi: Und das Licht scheinet in der Finsternis – Regie: Heinrich Römer (Volksbühne Theater am Bülowplatz Berlin)
- 1924: Lion Feuchtwanger: Vasantasena – Regie: Paul Henckels (Volksbühne Theater am Bülowplatz Berlin)
- 1924: Emil Alfred Hermann nach Brüder Grimm: Der gestiefelte Kater (Kater) – Regie: Robert Müller (Central-Theater Berlin)
- 1925: Fritz Schwiefert: Attaf – Regie: Ernst Raden (Renaissance-Theater Berlin)
- 1927: Bertolt Brecht: Mann ist Mann – Regie: Erich Engel (Volksbühne Theater am Bülowplatz Berlin)
- 1927: Friedrich Schiller: Kabale und Liebe – Regie: Fritz Holl (Volksbühne Theater am Bülowplatz Berlin)
- 1927: Friedrich Kayssler: Jan der Wunderbare – Regie: Günther Stark (Theater am Schiffbauerdamm Berlin)
- 1928: Hermann Essig: Kuhhandel (Pfarrmagd) – Regie: Viktor Schwanneke (Theater am Schiffbauerdamm Berlin)
- 1928: Erich Mühsam. Judas – Regie: Leopold Lindtberg (Studio der Piscator-Bühne Berlin)
- 1928: Eugène Brieux: Die rote Robe – Regie: Leo Reuss (Volksbühne Theater am Bülowplatz Berlin)
- 1929: Erich Mühsam: Sacco und Vanzetti (Luigia) – Regie: Leopold Lindtberg (Theater in der Stadt Berlin)
- 1929: Eleonore Kalkowska: Josef (Marie) – Regie: Alfred Trostler (Volksbühne Theater am Bülowplatz Berlin)
- 1929: Hans Minnich: Schlafstelle – Regie: Leopold Lindtberg (Theater am Schiffbauerdamm Berlin)
- 1929: O. F. Berg, David Kalisch: Berlin, wie es weint und lacht (Dienstmädchen) – Regie: Fritz Holl (Volksbühne Theater am Bülowplatz Berlin)
- 1930: Stefan Großmann, Franz Hessel: Apollo, Brunnenstraße – Regie: Jürgen Fehling (Volksbühne Theater am Bülowplatz Berlin)
- 1930: Alfred Herzog: Krach um Leutnant Blumenthal (Kantinenwirtstochter) – Regie: Fritz Staudte (Berliner Theater)
- 1931: Alfred Herzog: … und wen verurteilen Sie? – Regie: Fritz Staudte (Berliner Theater)
- 1932: Walter Lesch: Die tödliche Ordnung – Regie: Fritz Staudte (Kleines Theater Berlin)